# Naomi Scott
Naomi Grace Scott (Hounslow, 6 de maio de 1993) é uma atriz, cantora e compositora britânica. Ela é mais conhecida pelos seus papeis como Princesa Jasmine em Aladdin, Mohini Banjaree em  Lemonade Mouth, Kimberly Hart, Ranger Rosa em Power Rangers, Elena Houghlin em As Panteras e Skye Riley em Sorria 2.

## Biografia e carreira
Naomi nasceu em Londres, Inglaterra de mãe indiana-ugandense e pai britânico. Ela começou a carreira como cantora da Igreja Ponte da Juventude Band e atuou em produções escolares e teatros musicais. Scott posteriormente foi descoberta pela cantora Kelle Bryan que a obteve como cliente e começou a trabalhar com compositores e produtores britânicos Xenomania.
Seu primeiro grande papel como atriz foi na série Life Bites, da Disney Channel britânica. Em 2010, foi escolhida para o papel de Mohini "Mo" Banjaree no filme de 2011 do Disney Channel Lemonade Mouth, seu primeiro papel em uma produção norte-americana. Naquele mesmo ano, ela pegou o papel de Maddy Shannon na série norte-americana de ficção científica Terra Nova, que estreou em setembro de 2011 na Fox, mas foi cancelada após a primeira temporada.
Em 2013 fez uma aparição no clipe "Hurricane" da amiga e cantora Bridgit Mendler.
Em agosto de 2014, lançou seu EP de estreia Invisible Division de forma independente.
Em 2016, foi escalada para o papel de Kimberly Hart, na nova franquia Power Rangers, e lançou um novo EP de forma independente, Promises.
Em 2019, interpretou a Princesa Jasmine no live-action de Aladdin, da Disney. Inicialmente, a escalação de Naomi para o filme foi muito criticada pelo público, que alegou que a atriz para o papel deveria ser árabe. Mas após a estreia, o filme foi um grande sucesso e a atuação de Scott foi muito elogiada, tanto pelo público como pela crítica especializada. Por este filme, Scott se tornou mais conhecida e também concorreu a alguns prêmios, tendo ganho o prêmio de Melhor Atriz de Fantasia/Ficção Científica no Teen Choice Awards. No mesmo ano, ela também se destacou ao interpretar Elena Houghlin, uma das três líderes 'Angels' no filme reboot de As Panteras, junto com Kristen Stewart e Ella Balinska. O filme não foi bem nas bilheterias, mas a atuação de Naomi, Kristen e Ella também foi muito elogiada. 
Em 2022, Naomi foi uma das apresentadoras da cerimônia do Oscar. Isso marcou o retorno de Scott a eventos depois de dois anos afastada por causa da pandemia de COVID-19. Ao lado de Halle Bailey e Lily James, que também interpretaram princesas em live actions da Disney, Naomi apresentou a categoria de Melhor Animação, que terminou com a vitória do filme Encanto. No mesmo ano, ela também voltou a atuar e esteve em vários projetos, como a série Anatomy of a Scandal, da Netflix.
Em 2024, Naomi se destacou novamente, desta vez por interpretar a cantora Skye RIley no filme de terror  Sorria 2.

## Vida pessoal

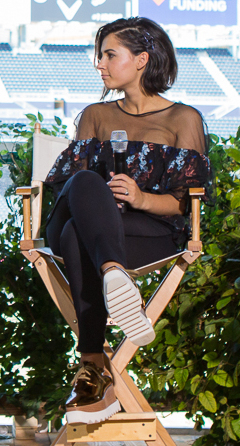
Naomi Scott - São Diego Comic-Con, 2016

Em junho de 2014, Naomi casou-se com o futebolista Jordan Spence após quatro anos de namoro. 
Em 2019, numa entrevista para a Teen Vogue, Naomi revelou que sofre de eczema.
Naomi é embaixadora da Compassion International, uma organização que ajuda crianças e famílias que vivem na pobreza.

## Filmografia

### Cinema
| Ano  | Titulo              | Papel                 | Notas                                    |
| ---- | ------------------- | --------------------- | ---------------------------------------- |
| 2011 | Lemonade Mouth      | Mohini Banjaree (Mo)  |                                          |
| 2012 | Modern/Love         | Harper Kapoor         | Curta-Metragem                           |
| 2013 | Our Lady of Lourdes | Lourdes               | Curta-Metragem                           |
| 2014 | Hello, Again        | Maura                 |                                          |
| 2015 | The Martian         | Ryoko                 | Cenas cortadas; somente versão estendida |
| 2015 | The 33              | Escarlette Sepulveda  |                                          |
| 2017 | Power Rangers       | Kimberly, Ranger Rosa |                                          |
| 2019 | Aladdin             | Princesa Jasmine      |                                          |
| 2019 | Charlie's Angels    | Elena Houghlin        |                                          |
| 2024 | Smile 2             | Quinn Parsons         |                                          |
| 2024 | Distant             | Naomi Calloway        |                                          |

### Televisão
| Ano     | Título               | Papel             | Notas                     |
| ------- | -------------------- | ----------------- | ------------------------- |
| 2009–10 | Life Bites           | Megan             | Regular (11 episódios)    |
| 2011    | Terra Nova           | Maddy Shannon     | Regular (13 episódios)    |
| 2013    | By Any Means         | Vanessa Velasquez | Participação (1 episódio) |
| 2015    | Lewis                | Sahira Desai      | Recorrente (9ª Temporada) |
| 2022    | Anatomy of a Scandal | Olivia Lytton     | Recorrente (6 episódios)  |

## Discografia
| Título             | Detalhes |
| ------------------ | --- |
| Invisible Division | - Lançamento: 25 de agosto de 2014 - Formato(s): Download digital - Gravadora(s): Naomi Scott Music (Independente) |
| Promises           | - Lançamento: 5 de agosto de 2016 - Formato(s): Download digital - Gravadora(s): Naomi Scott Music (Independente)  |

### Singles
Como artista principal
| Título                               | Ano  | Álbum                 |
| ------------------------------------ | ---- | --------------------- |
| "Motions"                            | 2014 | Invisible Division    |
| "Lover's Lies"                       | 2016 | Promises              |
| "Vows"                               | 2017 | Lançamentos sem álbum |
| "Irrelevant" (featuring Nick Brewer) | 2018 | Lançamentos sem álbum |
| "So Low / Undercover"                | 2018 | Lançamentos sem álbum |

Como artista convidada
| Título                                               | Ano  | Álbum              |
| ---------------------------------------------------- | ---- | ------------------ |
| "Fall From Here" (Nick Brewer featuring Naomi Scott) | 2014 | Four Miles Further |

### Aparições em trilhas sonoras
| Título                                                                                   | Ano  | Melhores posições nas paradas | Melhores posições nas paradas | Melhores posições nas paradas | Álbum          |
| Título                                                                                   | Ano  | US                            | US Heat                       | UK                            | Álbum          |
| ---------------------------------------------------------------------------------------- | ---- | ----------------------------- | ----------------------------- | ----------------------------- | -------------- |
| "Determinate" (com elenco de Lemonade Mouth)[A]                                          | 2011 | 51                            | 1                             | 111                           | Lemonade Mouth |
| "Breakthrough" (com elenco de Lemonade Mouth)                                            | 2011 | 88                            | 11                            | 200                           | Lemonade Mouth |
| "More Than a Band" (com elenco de Lemonade Mouth)                                        | 2011 | —                             | —                             | —                             | Lemonade Mouth |
| "She's So Gone"                                                                          | 2011 | —[B]                          | —                             | —                             | Lemonade Mouth |
| "Livin' on a High Wire" (com elenco de Lemonade Mouth)                                   | 2011 | —                             | —                             | —                             | Lemonade Mouth |
| "—" indica lançamentos que não figuraram nas paradas ou não foram lançados nessa região. |      |                               |                               |                               |                |

Notas
- [A]"Determinate" foi lançada como um single de Bridgit Mendler com a participação de Adam Hicks para a trilha sonora do filme Lemonade Mouth, apesar de contar com os vocais de Naomi Scott e Hayley Kiyoko. Mas nos charts musicais tanto Scott quanto Kiyoko são creditadas como artistas da canção.
- [B]"She's So Gone" não entrou no Billboard Hot 100, mas atingiu o número 3 na parada Bubbling Under Hot 100 Singles.[32]

## Prêmios e indicações
| Ano  | Prêmio                  | Categoria                           | Trabalho nomeado | Resultado |
| ---- | ----------------------- | ----------------------------------- | ---------------- | --------- |
| 2017 | 19th Teen Choice Awards | Choice Sci-Fi Movie Actress         | Power Rangers    | Indicado  |
| 2019 | Teen Choice Awards      | Choice Sci-Fi/Fantasy Movie Actress | Aladdin          | vencedora |